# Microrégion de Pindaré

Localisation de la microrégion de Pindaré

La microrégion de Pindaré est l'une des trois microrégions qui subdivisent l'ouest de l'État du Maranhão au Brésil.
Elle comporte 22 municipalités qui regroupaient 600 491 habitants en 2006 pour une superficie totale de 36 001 km2.

## Municipalités[1]
- Altamira do Maranhão
- Alto Alegre do Pindaré
- Araguanã
- Bom Jardim
- Bom Jesus das Selvas
- Brejo de Areia
- Buriticupu
- Governador Newton Bello
- Lago da Pedra
- Lagoa Grande do Maranhão
- Marajá do Sena
- Nova Olinda do Maranhão
- Paulo Ramos
- Pindaré-Mirim
- Presidente Médici
- Santa Inês
- Santa Luzia
- Santa Luzia do Paruá
- São João do Carú
- Tufilândia
- Vitorino Freire
- Zé Doca